# The Understanding
The Understanding is het tweede studioalbum van het Noorse duo Röyksopp. Ten opzichte van hun debuutalbum Melody A.M. kent dit album meer nummers met vocals. Naast de reguliere editie, is er ook een 'deluxe editie' van het album, met een bonus-cd. Hierop staan voornamelijk instrumentale tracks. Van het album verschenen vier singles: 'Only This Moment', '49 Percent', 'What Else Is There?' en 'Beautiful Day Without You'.

## Tracklisting

### Eerste cd
1. "Triumphant" – 4:20
2. "Only This Moment" – 3:55
3. "49 Percent" – 5:11
4. "Sombre Detune" – 4:52
5. "Follow My Ruin" – 3:51
6. "Beautiful Day Without You" – 5:29
7. "What Else Is There?" – 5:17
8. "Circuit Breaker" – 5:24
9. "Alpha Male" – 8:11
10. "Someone Like Me" – 5:23
11. "Dead to the World" – 5:20
12. "Tristesse Globale" – 1:24

### Tweede cd (Alleen bij deluxe editie)
1. "Go Away" – 3:52
2. "Clean Sweep" – 5:17
3. "Boys" – 4:45
4. "Head" – 5:03
5. "Looser Now" – 6:04